# Milan Radović
Pour les articles homonymes, voir Radović.
Milan Radović (en serbe : Милан Радовић), (né le 15 juillet 1952 à Titovo Užice) est un footballeur yougoslave d'origine serbe.

## Biographie
Milan Radović évoluait au poste d'avant-centre.